# Reuben Chapman
Reuben Chapman, född 15 juli 1799 i Bowling Green, Virginia, död 16 maj 1882 i Huntsville, Alabama, var en amerikansk demokratisk politiker. Han var ledamot av USA:s representanthus 1835–1847 och guvernör i delstaten Alabama 1847–1849.
Chapman studerade juridik och inledde 1825 sin karriär som advokat i Alabama. Han var ledamot av delstatens senat 1832–1835 och därefter i tolv år ledamot av USA:s representanthus. Han efterträdde 1847 Joshua L. Martin som guvernör och efterträddes två år senare av Henry M. Collier.
Under amerikanska inbördeskriget tjänstgjorde Chapman mellan 1862 och 1865 som Amerikas konfedererade staters diplomatiska sändebud i Frankrike. Han avled 1882 och gravsattes på Maple Hill Cemetery i Huntsville.